# 小田原宿

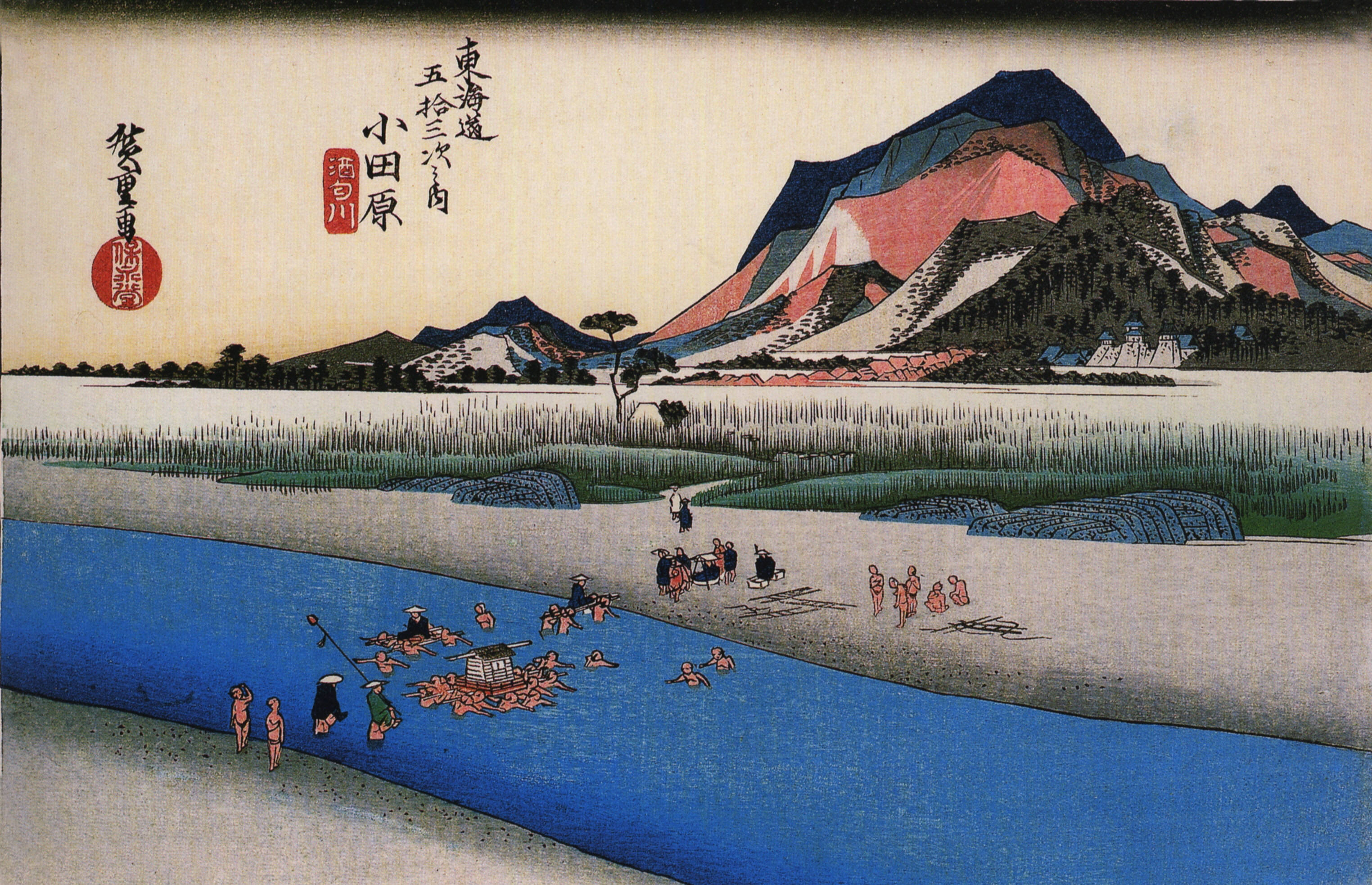
歌川廣重「東海道五十三次・小田原」

小田原宿（日语：小田原宿、おだわらしゅく）是東海道五十三次第九個宿場，位於現在的神奈川縣小田原市。這裡也是自江戶出發後，第一個位於城下町的宿場。